# George R. Irwin
George Rankin Irwin  (* 26. Februar 1907 in El Paso (Texas); † 9. Oktober 1998) war ein US-amerikanischer Ingenieurwissenschaftler. Er gilt in den USA als Vater der Bruchmechanik (Fracture Mechanics).
Irwin wuchs in Springfield (Illinois) auf, studierte am Knox College in Galesburg, Illinois, mit einem Bachelor-Abschluss in Englisch 1930. Danach studierte er Physik an der University of Illinois at Urbana-Champaign, an der er 1937 promoviert wurde (über das Isotopenverhältnis bei Lithium). 1937 bis 1967 war er am Naval Research Laboratory in Washington, D.C. Dort begann er sich im Zweiten Weltkrieg bei Studien zu Ballistik und Verhalten von Panzerung bei Beschuss mit Bruchmechanik zu befassen. Er setzte dies am NRL nach dem Krieg fort. Er war dort Leiter der Ballistik-Abteilung und 1950 wurde er dort Leiter der Mechanik-Abteilung. Im Zweiten Weltkrieg begann er mit der Entwicklung von nicht-metallischer Panzerung zur Verhinderung von Splitterbildung, was insbesondere in den 1950er und 1960er Jahren zur Anwendung kam.
Er erweiterte die klassische Arbeit von Alan Arnold Griffith zur Rissbildung aus den 1920er Jahren, die für Gläser und Keramiken entwickelt worden war, mit Hilfe der Plastizitätstheorie auf Materialien auf Metalle. Dabei führte er den Stress Intensity Factor und den Critical Stress Intensity Factor (KIC), einer Materialkonstante, ein. Er stand mehreren Komitees der American Society for Testing and Materials (ASTM) vor. Er war auch Ehrenmitglied der ASTM. Er entwickelte ab 1947 Techniken, die später weltweit zur Rissentdeckung und -überwachung in der Flugzeugindustrie und zum Beispiel bei Kernreaktoren zum Einsatz kamen.
Ab 1967 war er Professor an der Lehigh University (Boeing University Professor), wo er mit Paul C. Paris zusammenarbeitete, speziell bei Rissen in Flugzeugen. Nach seiner Emeritierung 1972 forschte er an der University of Maryland in College Park insbesondere über dynamische Rissbildung und Folgen von Kühlmittelverlust bei Kernreaktoren.
1986  erhielt er die Timoshenko Medal, die Grand Medal der französischen metallurgischen Gesellschaft und die Tetmajer Medaille der TU Wien. Er war Mitglied der National Academy of Engineering und der Royal Society.